# Cabildo di Buenos Aires
Il Cabildo di Buenos Aires è uno storico edificio pubblico della capitale argentina Buenos Aires. Sorse in epoca coloniale, quando la città faceva parte dell'Impero spagnolo, come sede del locale ayuntamiento e, dal 1776, del governo del Vicereame del Río de la Plata.
In passato, con il termine cabildo de Buenos Aires si indicava il consiglio comunale, l'organo esecutivo della città, incarnazione locale di un'istituzione politica specificamente coloniale che, a Buenos Aires, rimase in vigore dalla fondazione della città nel 1580 fino alla sua abolizione nel 1821. Oggi il termine si riferisce solo all'edificio che ospitava questa istituzione, dichiarato Monumento Storico Nazionale nel 1933 e che oggi, dopo importanti modifiche strutturali, ospita il Museo Storico Nazionale del Cabildo e della Rivoluzione di Maggio (in spagnolo: Museo Histórico Nacional del Cabildo y de la Revolución de Mayo).
Il cabildo di Buenos Aires fu lo scenario principale della Rivoluzione di Maggio del 1810, che portò alla deposizione del viceré spagnolo Baltasar Hidalgo de Cisneros e alla successiva lunga guerra d'indipendenza delle Province Unite del Río de la Plata.

## Storia

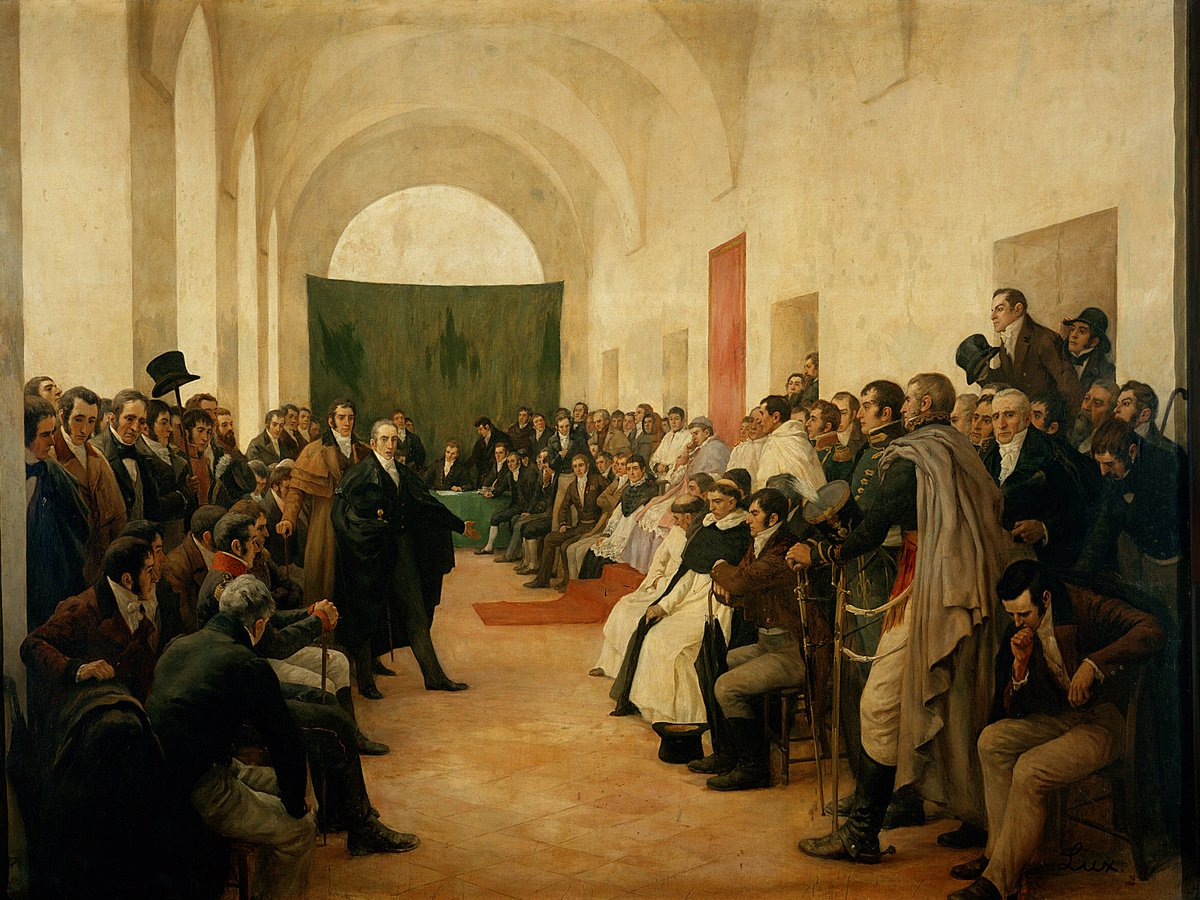
Cabildo Abierto, 22 maggio 1810

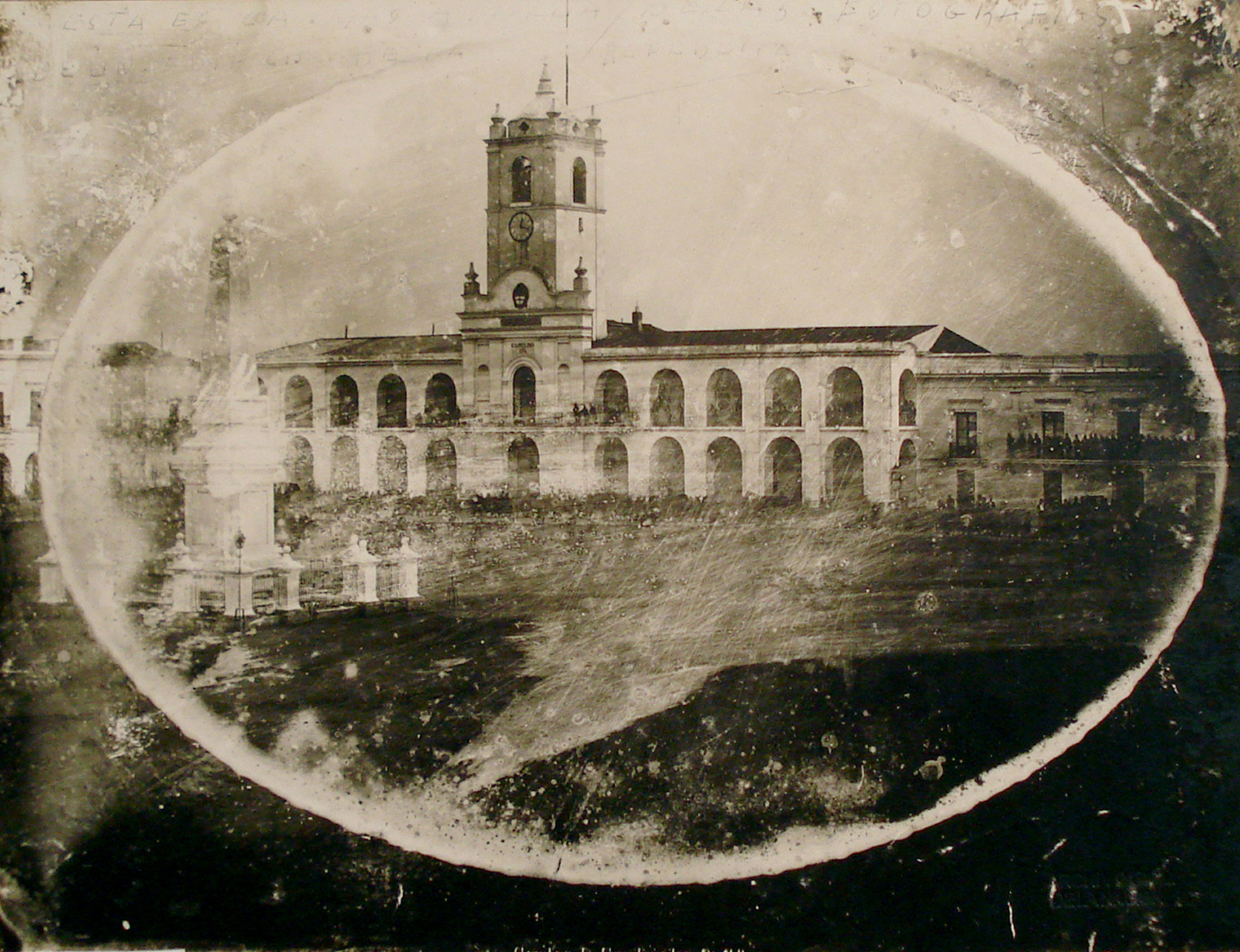
Prima fotografia dell'edificio originale, scattata nel 1852. Il Cabildo aveva ancora l'orologio spagnolo del 1763 e lo stemma nazionale sulla facciata.

La proposta della costruzione di un edificio destinato all'ayuntamiento locale fu fatta dall'alcalde Manuel de Frías il 3 marzo 1608. Due anni dopo, grazie ai finanziamenti ottenuti con la tassazione delle navi ormeggiate nel porto, il primo Cabildo venne completato. Tuttavia la nuova struttura si rivelò ben presto inadeguata per le esigenze dell'amministrazione, in più, vent'anni dopo il suo completamento, il cabildo dava già evidenti segnali di crollo. Ciò nonostante i lavori di ingrandimento e consolidamento partirono solo nel luglio 1725, con il progetto dell'architetto gesuita italiano Andrea Bianchi, coadiuvato da Giovan Battista Primoli. I cantieri subirono tuttavia una serie di interruzioni, dovute principalmente alla mancanza di fondi, che fecero sì che durante la Rivoluzione di Maggio del 1810, che ebbe il suo epicentro proprio nel Cabildo, l'edificio non fosse ancora completato.

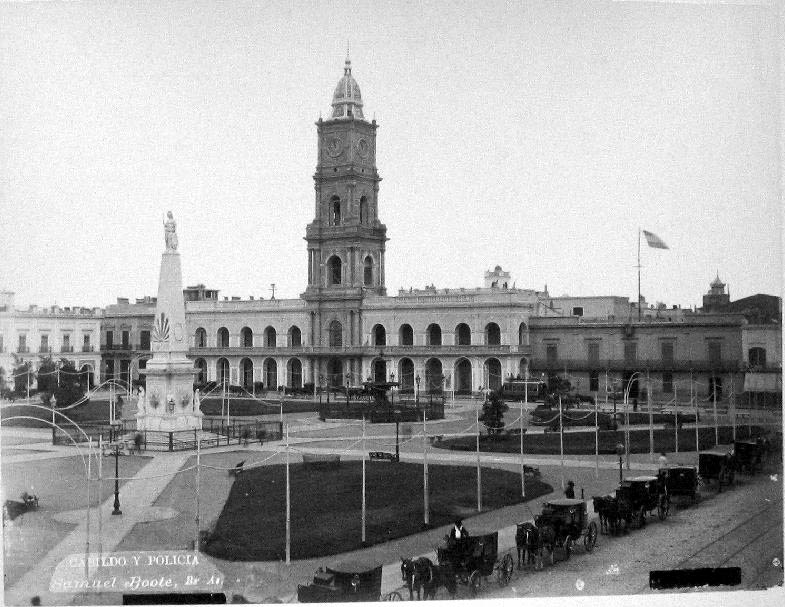
Il Cabildo in stile italianizzante e con la torre a tre piani nel 1879.

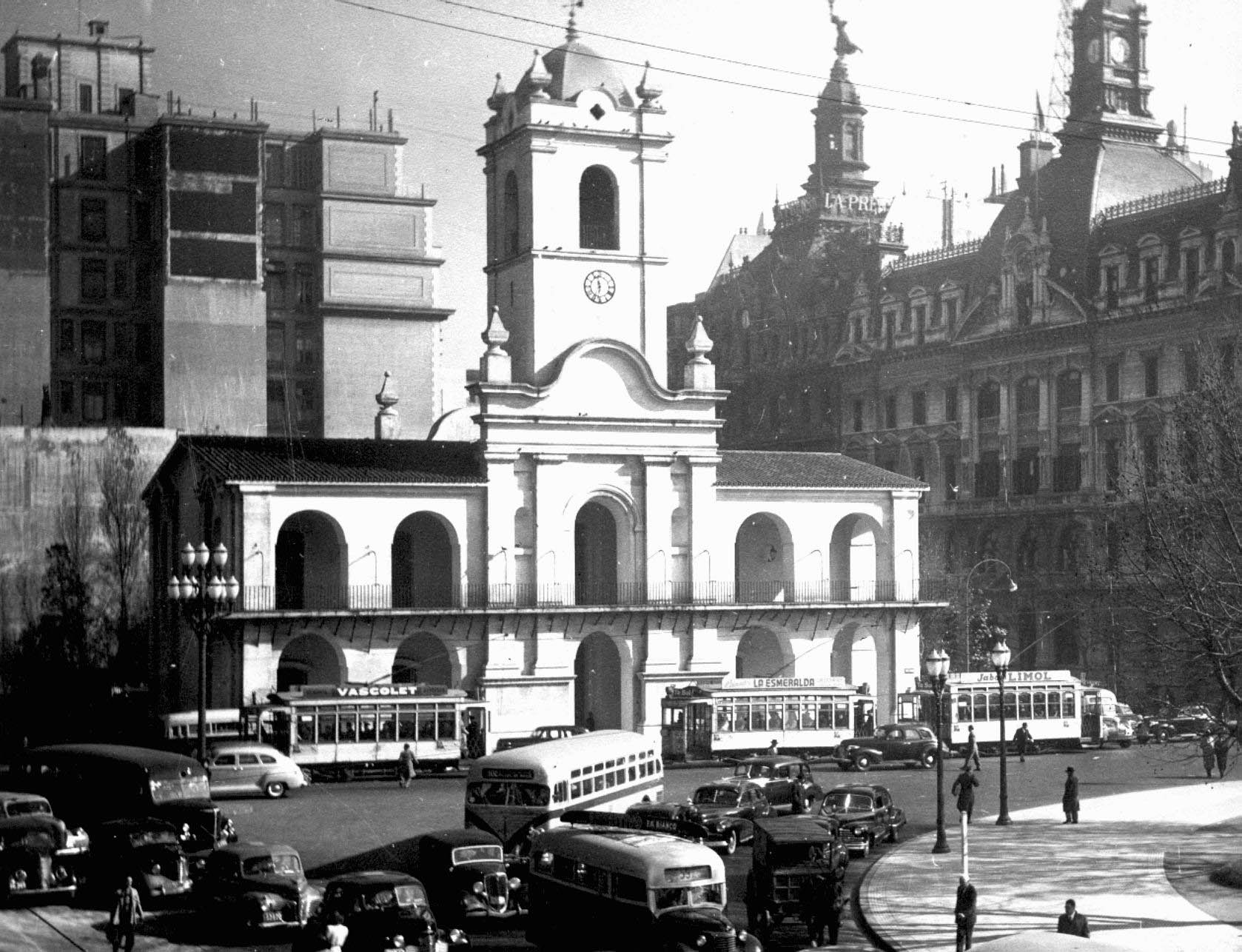
Il Cabildo nel 1950.

Nel 1880 l'architetto Pedro Benoit rivoluzionerà l'aspetto dell'edificio, innalzando la torre di una dozzina di metri e coronandola con una cupola, aggiungendo una balconata in pietra alla galleria del primo piano e aggiungendo altri elementi che conferirono al Cabildo un aspetto italianizzante. Gli interventi apportati da Benoit tuttavia non rimasero a lungo, già nel 1889, sotto la direzione di Juan Antonio Buschiazzo, infatti le tre arcate più settentrionali dell'edificio furono demolite durante l'apertura dell'Avenida de Mayo. Nello stesso anno anche la torre, giudicata troppo pesante, fu demolita. Nel 1931 anche le tre arcate più a sud vennero demolite durante l'apertura dell'Avenida Julio A. Roca, lasciando così il Cabildo provvisto solamente di cinque archi.
Nel 1938 l'architetto Mario Buschiazzo fu incaricato dalla Comisión Nacional de Museos y Monumentos Históricos non solo di restaurare gli interni, ma di restituire alla struttura l'aspetto che la caratterizzava durante l'epoca coloniale. Grazie al ritrovamento di alcuni reperti originali all'interno dei magazzini municipali, oltre che ai progetti di Benoit, il lavoro di Buschiazzo, almeno per quanto concerne gli interni, riuscì a centrare l'obbiettivo. Discorso differente era per la facciata, i lavori di demolizione che avevano colpito entrambe le ali dell'edificio ne avevano infatti irrimediabilmente compromesso l'aspetto esterno.  Così, per differenziare le parti più vecchie da quelle costruite ex-novo, fu deciso di impiegare materiali edili moderni, come il calcestruzzo armato utilizzato per la ricostruzione della torre. Anche la balconata in pietra, costruita da Benoit, venne smantellata e sostituita con una in ferro. Il Cabildo fu inaugurato l'11 ottobre 1940, per la prima volta in Argentina un edificio veniva restaurato e ricostruito seguendo un metodo scientifico.

## Museo Nazionale del Cabildo e della Rivoluzione di Maggio
Il Cabildo ospita nelle sue stanze il Museo Nazionale del Cabildo e della Rivoluzione di Maggio (in spagnolo: Museo Nacional del Cabildo y la Revolución de Mayo) all'interno del quale sono custoditi quadri, documenti, cimeli, gioielli del XVIII secolo che testimoniano il contesto storico nel quale maturò la rivoluzione del 1810.

## Galleria d'immagini

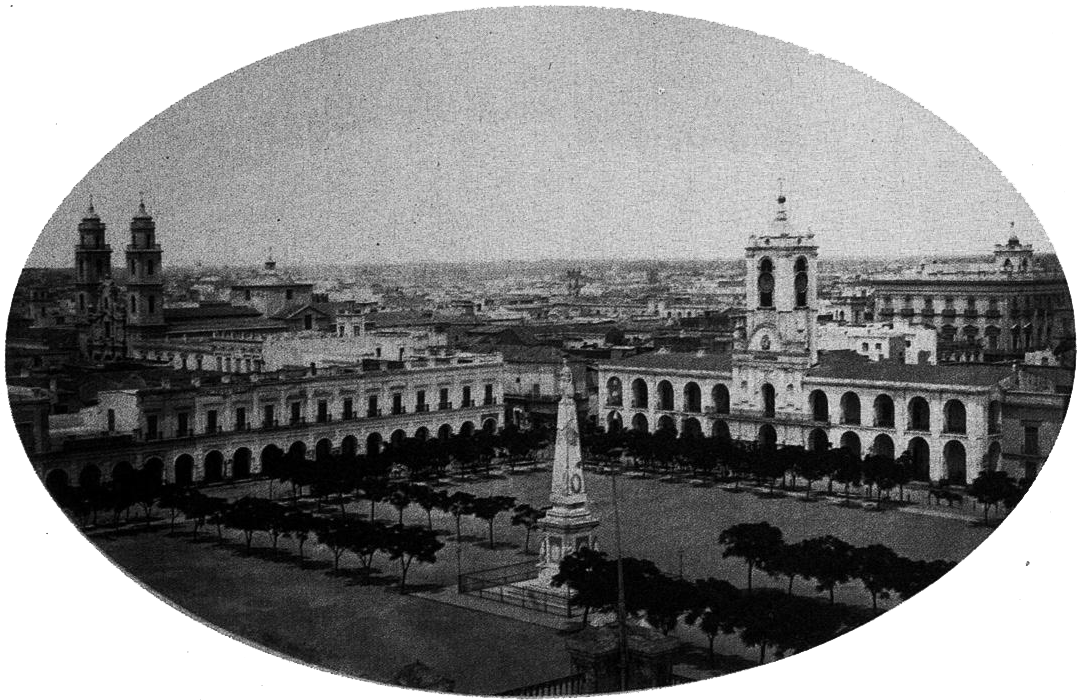
Il Cabildo nel 1867, si scorgono anche la Pirámide de Mayo e la chiesa di Sant'Ignazio.
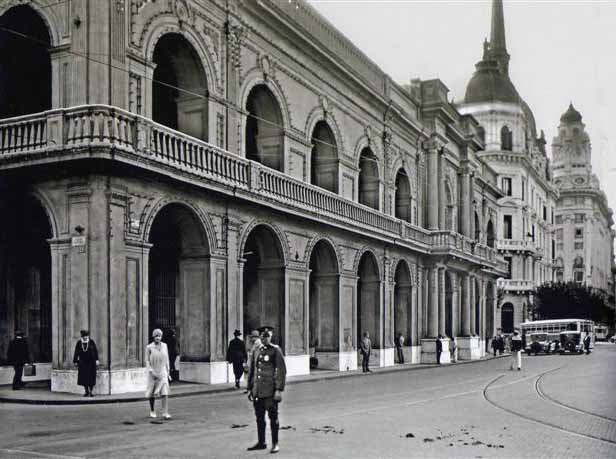
Vista del Cabildo verso il 1930, ancora in stile italianizzante ma senza torre. Un lato dell'edificio doveva ancora essere demolito per aprire la Diagonal Sur.
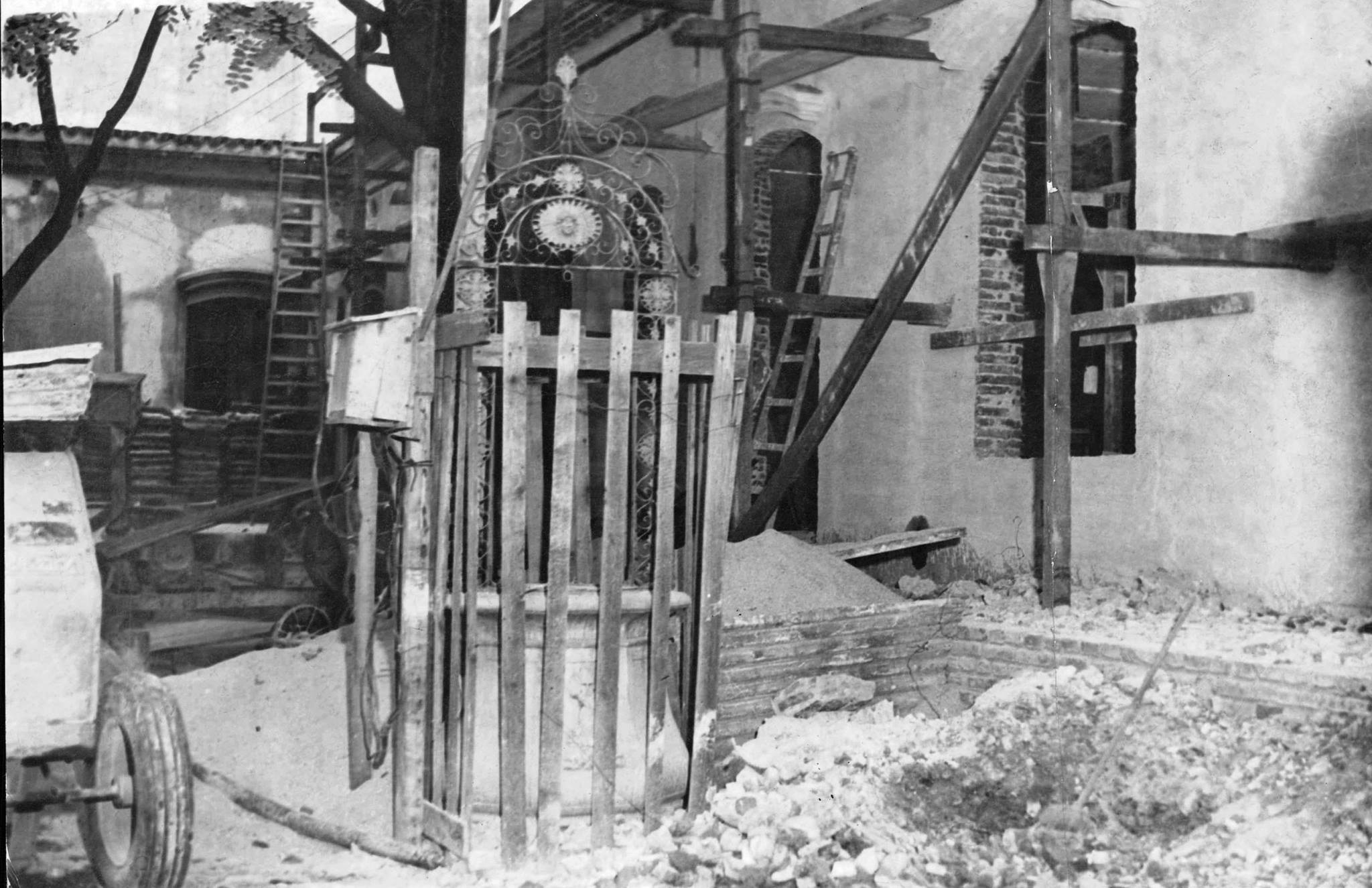
Lavori di ricostruzione del Cabildo coloniale nel 1940. Nella foto, una cisterna appartenuta alla famiglia Rosas e installata nel nuovo cortile.